# Mycetaea hirta
Mycetaea hirta es una especie de coleóptero de la familia Endomychidae.

## Distribución geográfica
Habita en Europa y América.